# 1181 Lilith
1181 Lilith là một tiểu hành tinh vành đai chính được phát hiện ngày 11 tháng 2 năm 1927 bởi Benjamin Jekhowsky. Tên chỉ định của nó là 1927 CQ.
Nó là một phần của vành đai tiểu hành tinh bên ngoài quay quanh Sao Hỏa. Nó được đặt theo tên nhà soạn nhạc cổ điển Pháp Lili Boulanger.